# Laelius macfarlanei
Laelius macfarlanei – gatunek błonkówki z rodziny płaszczykowatych i podrodziny Epyrinae.
Gatunek ten został opisany w 2013 roku przez Darrena Francisa Warda. Epitet gatunkowy nadano na cześć Roda MacFarlane’a, który odłowił materiał typowy.
Samice mają ciało długości od 3 do 3,5 mm przy długości przedniego skrzydła od 2 do 2,1 mm. U samca długość ciała wynosi od 2 do 2,7 mm, a przedniego skrzydła od 1,5 do 1,7 mm. Głowa jest czarna z brązową większą częścią czułków i pomarańczowymi szczytami pięciozębnych żuwaczek. Trapezowaty nadustek zaopatrzony jest w ząbek środkowy. Mezosoma jest czarna, o bardzo słabo zaznaczonych notauli. Odnóża mają czarne biodra, ciemnobrązowe uda i brązowe pozostałe człony. Przednie skrzydła odznaczają się długą, równomiernie zakrzywioną żyłką radialną oraz obecnością komórek medialnych i submedialnych. Gładka i błyszcząca metasoma ma barwę czarną u samicy i ciemnobrązową u samca.
Owad endemiczny dla Nowej Zelandii, znany z regionów Auckland, Wellington i Northland na Wyspie Północnej oraz regionów Nelson i Marlborough na Wyspie Południowej.